# Рибопропускні споруди

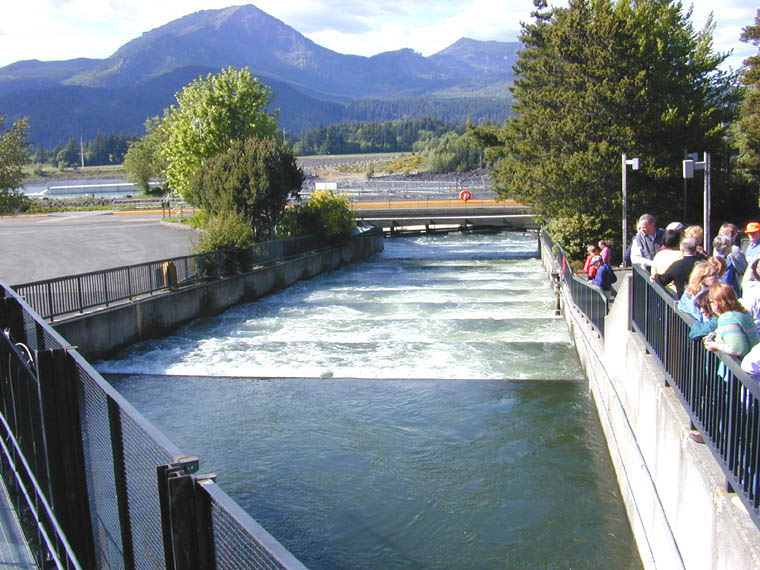
Рибопропускна споруда (сходовий рибохід) греблі Бонівіль на річці Колумбія у США.

Рибопропускні споруди — гідротехнічні споруди, що ними пропускають або переміщують рибу через греблі або в обхід природних перешкод (водоспадів, порогів тощо) до місць нересту. При проектуванні рибопропускних споруд слід керуватися вимогами СНиП 2.06.07-87, ВНД 33-2.3-04-01 та спеціальною літературою. ДБН В.2.4-3:2010 (додаток В) споруди для пропуску риб, які входять до складу напірного фронту, відносяться до постійних основних гідротехнічних споруд. Основні рибопропускні споруди бувають двох типів. До першого типу відносяться споруди для самостійного переходу риби через перешкоди — рибоходи. До другого типу відносяться споруди для переміщення риби — рибопропускні шлюзи та рибопідйомні ліфти.

## Різновиди
Рибоходи являють собою невеликі канали, по яких з верхнього б'єфа в нижній б'єф тече вода зі швидкістю, що дозволяє рибі подолати дію потоку води і підніматися каналом. Такі рибоходи бувають обхідні, лоткові, ставкові й сходові, а також вугреходи. Обхідні канали як правило звичайні канали трапецієподібного перерізу в ґрунтах, які відсторонені від основних споруд головних гідровузлів і їх частини у верхньому б'єфі не беруть участь у створенні напірного фронту; такі рибоходи будуються як правило на низьконапірних рівнинних гідровузлах. Лоткові рибоходи бувають вільні (лотки в них з незначним похилом і з гладенькими стінками й дном), з підвищеною шорсткістю (з влаштуванням на дні й стінках лотка виступів), з неповними (по висоті й ширині) перегородками. Ставкові рибоходи являють собою череду басейнів-ставків, прокладених прямолінійно в обхід греблі або по схилу земляної греблі і з'єднаних між собою каналами або лотками. Сходові рибоходи  являють собою лотки з східчастим дном і поперечними перегородками, де є отвори для риби донні або/та поверхневі. Лотки можуть бути як лінійними, так і серпантинної конфігурації. Сходові рибоходи є доволі розповсюдженими через те, що вони є найбільш прохідними для різних видів риби. Прикладом такого рибоходу є рибохід греблі Мак-Нері на річці Колумбія у США, споруджений для лосося. Він забезпечує підйом на висоту 25 м, його довжина 610 м. Вугреходи призначені для забезпечення скату вугрів у нижні б'єфи гідровузлів при їх проходженні з прісноводних водойм заселення до місць нересту в морі, а також для пропуску молоді вугрів у верхній б'єф; споруда виконується у вигляді лотка, заповненого гравієм великих фракцій, фашинами обо камінням, вкритим водою.
Рибохідні шлюзи за принципом дії подібні до шлюзів судноплавних. У таких рибопроводних спорудах є звичайно одна або дві камери, обладнані затворами зі сторони верхнього й нижнього б'єфів. Рибохідні шлюзи можуть працювати при великих напорах води, однак вони потребують великої витрати води при низькій пропускній спроможності.
Рибопідйомні ліфти діють за принципом суднопідіймачів. Вони підіймають рибу з нижнього у горішній б'єф у наповнених водою рухомих камерах або насухо у спеціальних сітках.
Іноді рибу пропускають у верхній б'єф через судноплавні шлюзи, водоскиди тощо.
Спрямовують рибу до входу в рибопропускну споруду напрямними й огороджувальними пристроями — сітками, ґратками, електричною загорожею (вертикальними електродами, підвішеними до сталевих канатів). Окрім того використовується і біологічний фактор принаджування риб викорстанням шлейфів прискорених транзитних течій через споруду.

## Галерея

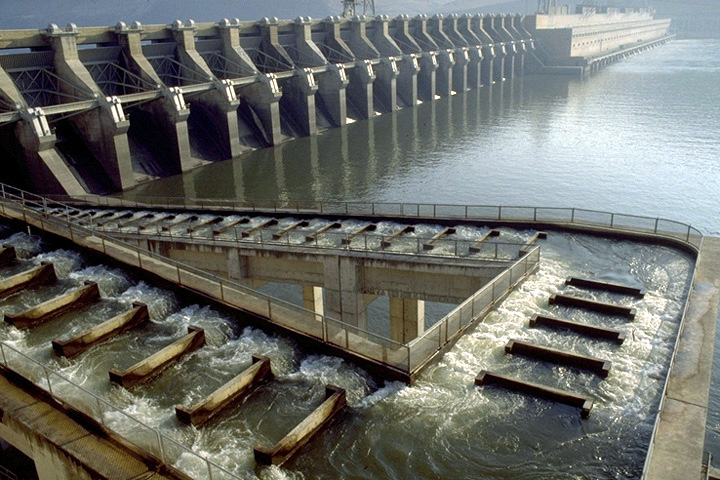
Рибопрохід на греблі "Джона Дея" на річці Джон-Дей у США.
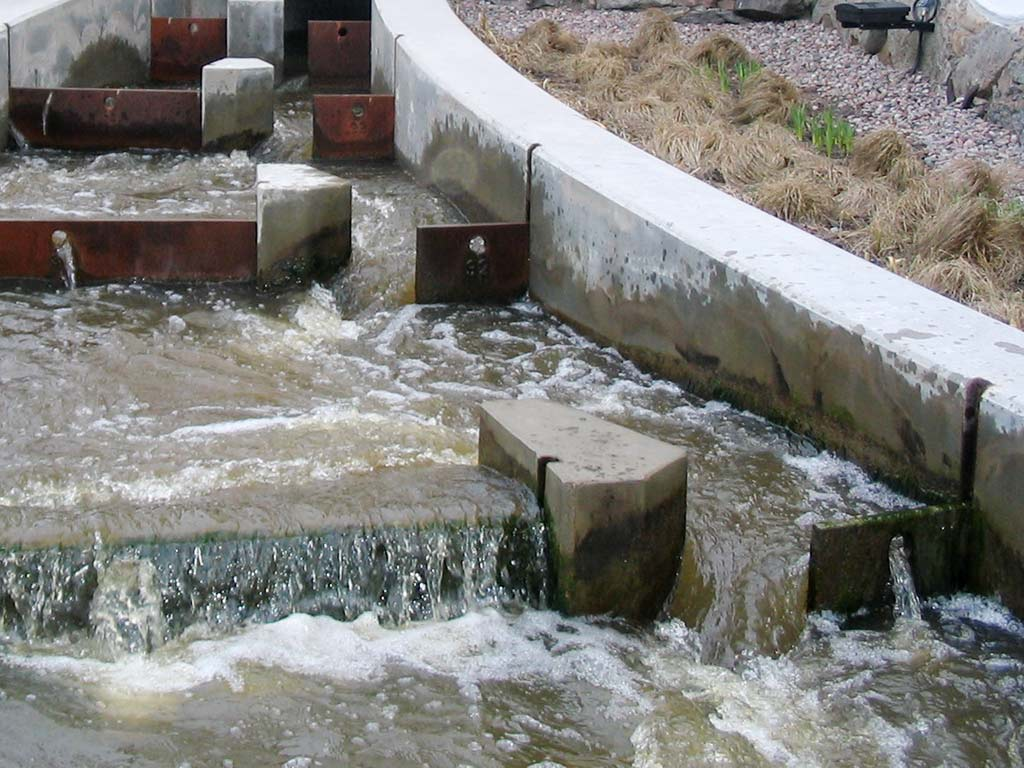
Рибопрохід на річці біля міста Упсала, Швеція.
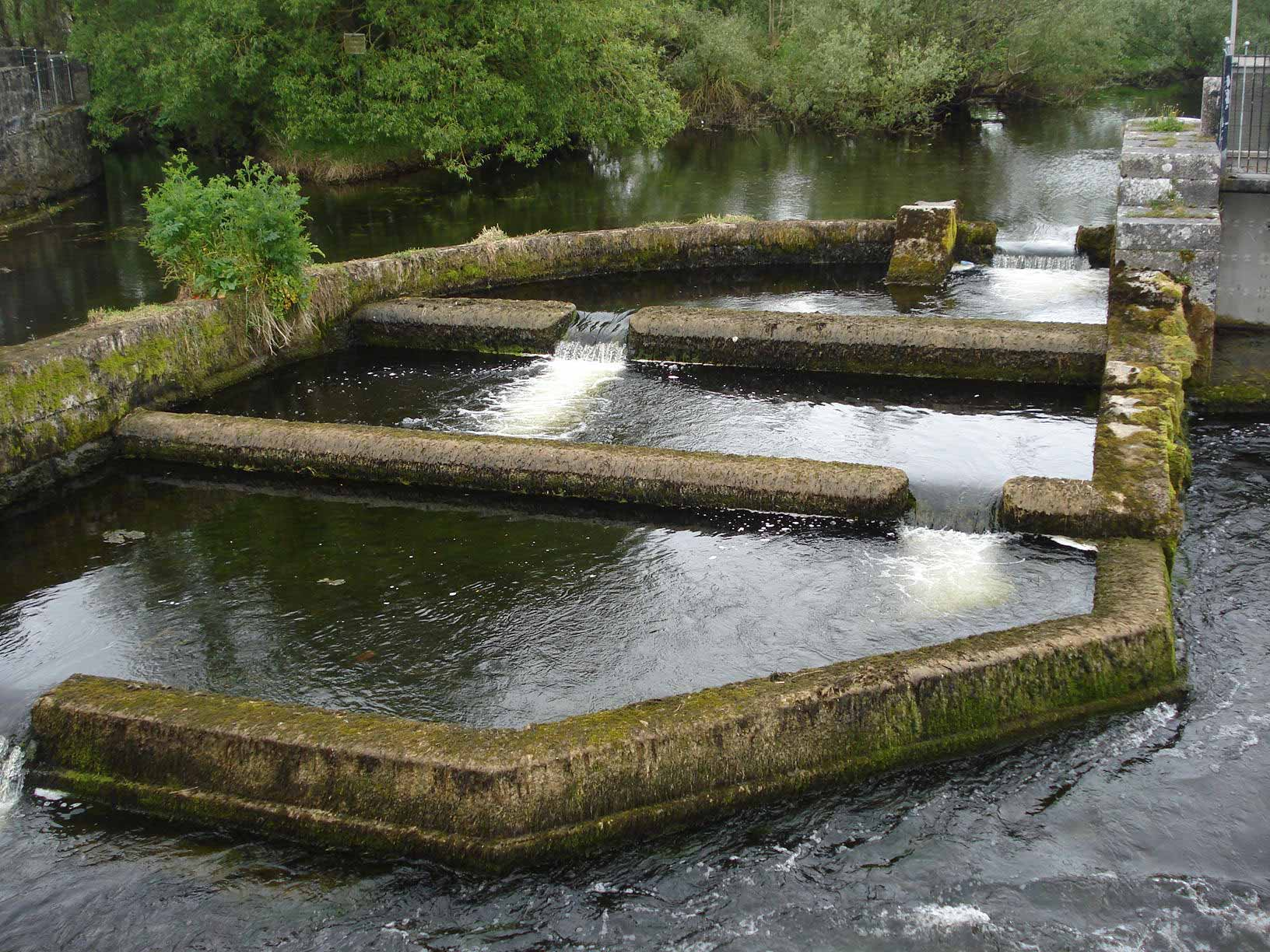
Рибопрохід на річці Фергюс у Ірландії.